# Louis Leakey
Louis Seymour Bazett Leakey (født 7. august 1903 i Kenya, død 1. oktober 1972 i London) var en engelsk antropolog og arkæolog, hvis fund lagde 1 million år til menneskets historie. I årene 1960-1963 fandt han nemlig i Olduvai-slugten i Tanzania forsteninger af menneskeknogler og primitive redskaber af sten, som kunne dateres til at være 1,7 millioner år gamle. Leakey mente, at det måtte være rester af den ældste og mest primitive art af menneskeslægten Homo og kaldte den Homo habilis (det praktiske menneske). Den gik oprejst og var ca. 1,20 m høj. 
Leakey er far til den berømte antropolog Richard Leakey.
1. ↑  Navnet er anført på svensk og stammer fra Wikidata hvor navnet endnu ikke findes på dansk.